# 1557 Roehla
1557 Roehla (1942 AD) là một tiểu hành tinh vành đai chính được phát hiện ngày 14 tháng 1 năm 1942 bởi K. Reinmuth ở Heidelberg.